# Los Mammones (programa de televisión)
Los Mammones fue un programa de televisión argentino humorístico y entrevista periodística emitido por América TV entre el 4 de enero y el 24 de diciembre de 2021. La conducción estuvo a cargo del actor Jey Mammón.

## Sinopsis
El programa trata temas de actualidad, espectáculos, entrevistas, humor y un segmento especial protagonizado por Estelita (personaje humorístico interpretado por Jey Mammón).

## Equipo

### Conductor
- Jey Mammón

### Panelistas
- Silvina Escudero
- Gabriel Schultz
- Lucía Ugarte
- Lula Rosenthal

### Cantantes
- Carla del Huerto
- Luciana "Lula" Rosenthal
- Sonia Savinell

### Guionistas
- Maxi Papa Maidana
- Juan Mesa
- Christian Domínguez
- Ricardo Bisignano

### Productores generales y ejecutivos
- Jose Nuñez // Noel Vila
- Antonella Joannas

Equipo de producción: 
Anahí Gallardo
Sol Condurso
Laura Portella
Analía Rebec
Emilio Dei-Cas
Locutor:ruso Paulovich

## Audiencia

### Primera temporada (2021)
| Programa | Día       | Fecha de emisión      | Invitado(s)                                   | Rating | Ref.  |
| -------- | --------- | --------------------- | --------------------------------------------- | ------ | ----- |
| 1        | Lunes     | 4 de enero de 2021    | Natalia Oreiro y Soledad Silveyra             | 2.2    | [ 1 ] |
| 2        | Martes    | 5 de enero de 2021    | Nancy Dupláa y Gastón Soffritti               | 1.7    | [ 1 ] |
| 3        | Miércoles | 6 de enero de 2021    | Soledad Fandiño y Santiago Artemis            | 1.5    | [ 1 ] |
| 4        | Jueves    | 7 de enero de 2021    | Repeticiones                                  | 1.7    | [ 1 ] |
| 5        | Viernes   | 8 de enero de 2021    | Repeticiones                                  | 1.2    | [ 1 ] |
| 6        | Lunes     | 11 de enero de 2021   | Miranda! y Mariano Martínez                   | 1.1    | [ 1 ] |
| 7        | Martes    | 12 de enero de 2021   | Andrea Rincón, Dario y Luisana Lopilato       | 1.0    | [ 1 ] |
| 8        | Miércoles | 13 de enero de 2021   | Silvio Soldán y Mónica Farro                  | 1.2    | [ 1 ] |
| 9        | Jueves    | 14 de enero de 2021   | Robertito Funes y Rocío Oliva                 | 1.3    | [ 1 ] |
| 10       | Viernes   | 15 de enero de 2021   | Los Pericos y Ernestina Pais                  | 1.8    | [ 1 ] |
| 11       | Lunes     | 18 de enero de 2021   | Gladys, la Bomba Tucumana y Adriana Salgueiro | 1.6    | [ 1 ] |
| 12       | Martes    | 19 de enero de 2021   | Sandra Mihanovich y Agustín Cachete Sierra    | 2.6    | [ 1 ] |
| 13       | Miércoles | 20 de enero de 2021   | Pablo Echarri y Lizardo Ponce                 | 1.7    | [ 1 ] |
| 14       | Jueves    | 21 de enero de 2021   | Nito Artaza, Cecilia Milone y Eleonora Wexler | 1.7    | [ 1 ] |
| 15       | Viernes   | 22 de enero de 2021   | Noelia, la Gata y Julieta Nair Calvo          | 2.3    | [ 1 ] |
| 16       | Lunes     | 25 de enero de 2021   | Miguel Ángel Cherutti y Julieta Nair Calvo    | 2.5    | [ 1 ] |
| 17       | Martes    | 26 de enero de 2021   | Benito Fernández y Sofía Jujuy Jiménez        | 2.1    | [ 1 ] |
| 18       | Miércoles | 27 de enero de 2021   | Karina "La Princesita"                        | 3.2    | [ 1 ] |
| 19       | Jueves    | 28 de enero de 2021   | Ulises Bueno                                  | 2.8    | [ 1 ] |
| 20       | Viernes   | 29 de enero de 2021   | Ángela Leiva y Brian Lanzelotta               | 2.1    | [ 1 ] |
| 21       | Lunes     | 1 de febrero de 2021  | Ezequiel El Polaco Cwirkaluk                  | 3.0    | [ 1 ] |
| 22       | Martes    | 2 de febrero de 2021  | Osvaldo Laport                                | 2.6    | [ 1 ] |
| 23       | Miércoles | 3 de febrero de 2021  | Turco García                                  | 3.3    | [ 1 ] |
| 24       | Jueves    | 4 de febrero de 2021  | Roña Castro y Benjamín Amadeo                 | 3.8    | [ 1 ] |
| 25       | Viernes   | 5 de febrero de 2021  | Ariel Puchetta (Ráfaga)                       | 3.5    | [ 1 ] |
| 26       | Lunes     | 8 de febrero de 2021  | Charlotte Caniggia                            | 3.9    | [ 1 ] |
| 27       | Martes    | 9 de febrero de 2021  | Coco Silly y Marcela Morelo                   | 2.8    | [ 1 ] |
| 28       | Miércoles | 10 de febrero de 2021 | Bahiano y Bebe Contepomi                      | 3.1    | [ 1 ] |
| 29       | Jueves    | 11 de febrero de 2021 | Violeta Urtizberea y Laura Novoa              | 2.7    | [ 1 ] |
| 30       | Viernes   | 12 de febrero de 2021 | Maite Lanata                                  | 2.6    | [ 1 ] |
| 31       | Lunes     | 15 de febrero de 2021 | Pepe Cibrián Campoy                           | 2.8    | [ 1 ] |
| 32       | Martes    | 16 de febrero de 2021 | Nicole Neumann                                | 2.9    | [ 1 ] |
| 33       | Miércoles | 17 de febrero de 2021 | Tyago Griffo, Lissa Vera y Lowrdez            | 2.9    | [ 1 ] |
| 34       | Jueves    | 18 de febrero de 2021 | El Mono de Kapanga                            | 3.2    | [ 1 ] |
| 35       | Viernes   | 19 de febrero de 2021 | Soledad                                       | 3.5    | [ 1 ] |
| 36       | Lunes     | 22 de febrero de 2021 | Víctor Laplace                                | 2.3    | [ 1 ] |
| 37       | Martes    | 23 de febrero de 2021 | Coti                                          | 2.8    | [ 1 ] |
| 38       | Miércoles | 24 de febrero de 2021 | Antonio Ríos                                  | 2.8    | [ 1 ] |
| 39       | Jueves    | 25 de febrero de 2021 | Ricardo Caruso Lombardi                       | 2.7    | [ 1 ] |
| 40       | Viernes   | 26 de febrero de 2021 | Fernando Dente y Guillermo El Pelado López    | 3.2    | [ 1 ] |
| 41       | Lunes     | 1 de marzo de 2021    | Marta Fort y Felipe Fort                      | 3.0    | [ 1 ] |
| 42       | Martes    | 2 de marzo de 2021    | Gabriel Corrado                               | 2.1    | [ 1 ] |
| 43       | Miércoles | 3 de marzo de 2021    | Analía Franchín                               | 2.4    | [ 1 ] |
| 44       | Jueves    | 4 de marzo de 2021    | Pimpinela                                     | 2.8    | [ 1 ] |
| 45       | Viernes   | 5 de marzo de 2021    | Costa                                         | 3.1    | [ 1 ] |
| 46       | Lunes     | 8 de marzo de 2021    | Eugenia Tobal                                 | 2.8    | [ 1 ] |
| 47       | Martes    | 9 de marzo de 2021    | Alejandro Fiore y Kevin Johansen              | 2.6    | [ 1 ] |
| 48       | Miércoles | 10 de marzo de 2021   | Roly Serrano                                  | 2.8    | [ 1 ] |
| 49       | Jueves    | 11 de marzo de 2021   | Cecilia Dopazo                                | 2.7    | [ 1 ] |
| 50       | Viernes   | 12 de marzo de 2021   | Alberto Cormillot y Nahuel Pennisi            | 3.4    | [ 1 ] |
| 51       | Lunes     | 15 de marzo de 2021   | Los Palmeras                                  | 2.8    | [ 1 ] |
| 52       | Martes    | 16 de marzo de 2021   | Guillermina Valdés                            | 3.2    | [ 1 ] |
| 53       | Miércoles | 17 de marzo de 2021   | Karina Mazzocco                               | 3.1    | [ 1 ] |
| 54       | Jueves    | 18 de marzo de 2021   | Jairo                                         | 3.2    | [ 1 ] |
| 55       | Viernes   | 19 de marzo de 2021   | Aníbal Pachano                                | 2.7    | [ 1 ] |
| 56       | Lunes     | 22 de marzo de 2021   | Gimena Accardi                                | 3.0    | [ 1 ] |
| 57       | Martes    | 23 de marzo de 2021   | Luis Brandoni                                 | 3.0    | [ 1 ] |
| 58       | Miércoles | 24 de marzo de 2021   | Iván Noble                                    | 2.2    | [ 1 ] |
| 59       | Jueves    | 25 de marzo de 2021   | Pachu Peña                                    | 3.5    | [ 1 ] |
| 60       | Viernes   | 26 de marzo de 2021   | Viviana Canosa                                | 3.2    | [ 1 ] |
| 61       | Lunes     | 29 de marzo de 2021   | Dady Brieva                                   | 3.0    | [ 1 ] |
| 62       | Martes    | 30 de marzo de 2021   | Pichu Straneo                                 | 4.2    | [ 1 ] |
| 63       | Miércoles | 31 de marzo de 2021   | Alcides                                       | 3.0    | [ 1 ] |
| 64       | Jueves    | 1 de abril de 2021    | Malena Guinzburg y Dalia Gutmann              | 3.3    | [ 1 ] |
| 65       | Viernes   | 2 de abril de 2021    | Diego Topa                                    | 3.1    | [ 1 ] |
| 66       | Lunes     | 5 de abril de 2021    | Silvestre                                     | 3.1    | [ 1 ] |
| 67       | Martes    | 6 de abril de 2021    | Miguel Ángel Rodríguez                        | 3.2    | [ 1 ] |
| 68       | Miércoles | 7 de abril de 2021    | Moris y Antonio Birabent                      | 3.3    | [ 1 ] |
| 69       | Jueves    | 8 de abril de 2021    | Nicolás Vázquez                               | 3.4    | [ 1 ] |
| 70       | Viernes   | 9 de abril de 2021    | Manuel Wirtz                                  | 3.8    | [ 1 ] |
| 71       | Lunes     | 12 de abril de 2021   | Soledad                                       | 2.8    | [ 1 ] |
| 72       | Martes    | 13 de abril de 2021   | Luciano Castro y Gonzalo Heredia              | 3.6    | [ 1 ] |
| 73       | Miércoles | 14 de abril de 2021   | Freddy Villareal                              | 2.6    | [ 1 ] |
| 74       | Jueves    | 15 de abril de 2021   | Maru Botana                                   | 3.4    | [ 1 ] |
| 75       | Viernes   | 16 de abril de 2021   | Diego Pérez                                   | 3.2    | [ 1 ] |
| 76       | Lunes     | 19 de abril de 2021   | Pablo "Chato" Prada y Lourdes Sánchez         | 2.9    | [ 1 ] |
| 77       | Martes    | 20 de abril de 2021   | Nazarena Vélez                                | 3.1    | [ 1 ] |
| 78       | Miércoles | 21 de abril de 2021   | Laura Esquivel                                | 3.3    | [ 1 ] |
| 79       | Jueves    | 22 de abril de 2021   | Adrián Pallares y Rodrigo Lussich             | 3.5    | [ 1 ] |
| 80       | Viernes   | 23 de abril de 2021   | Federico Bal                                  | 2.9    | [ 1 ] |
| 81       | Lunes     | 26 de abril de 2021   | Mariano Peluffo                               | 2.6    | [ 1 ] |
| 82       | Martes    | 27 de abril de 2021   | Leonor Benedetto                              | 2.5    | [ 1 ] |
| 83       | Miércoles | 28 de abril de 2021   | Sergio Goycochea                              | 2.3    | [ 1 ] |
| 84       | Jueves    | 29 de abril de 2021   | Fernando Burlando                             | 2.5    | [ 1 ] |
| 85       | Viernes   | 30 de abril de 2021   | CAE                                           | 3.9    | [ 1 ] |
| 86       | Lunes     | 3 de mayo de 2021     | Rodolfo Ranni                                 | 3.2    | [ 1 ] |
| 87       | Martes    | 4 de mayo de 2021     | Tini                                          | 2.8    | [ 1 ] |
| 88       | Miércoles | 5 de mayo de 2021     | Sergio Gonal                                  | 3.4    | [ 1 ] |
| 89       | Jueves    | 6 de mayo de 2021     | Toti Pasman                                   | 2.7    | [ 1 ] |
| 90       | Viernes   | 7 de mayo de 2021     | Juan Carlos Baglietto y Lito Vitale           | 3.3    | [ 1 ] |
| 91       | Lunes     | 10 de mayo de 2021    | Mariano Iúdica                                | 2.5    | [ 1 ] |
| 92       | Martes    | 11 de mayo de 2021    | Zaira Nara                                    | 3.1    | [ 1 ] |
| 93       | Miércoles | 12 de mayo de 2021    | Jorge Burruchaga                              | 2.4    | [ 1 ] |
| 94       | Jueves    | 13 de mayo de 2021    | Chino Leunis                                  | 2.9    | [ 1 ] |
| 95       | Viernes   | 14 de mayo de 2021    | Adrián Barilari                               | 3.4    | [ 1 ] |

ynbsp;ynbsp;ynbsp;ynbsp; Programa más visto

ynbsp;ynbsp;ynbsp;ynbsp; Programa menos visto